# 劔神社 (防府市)

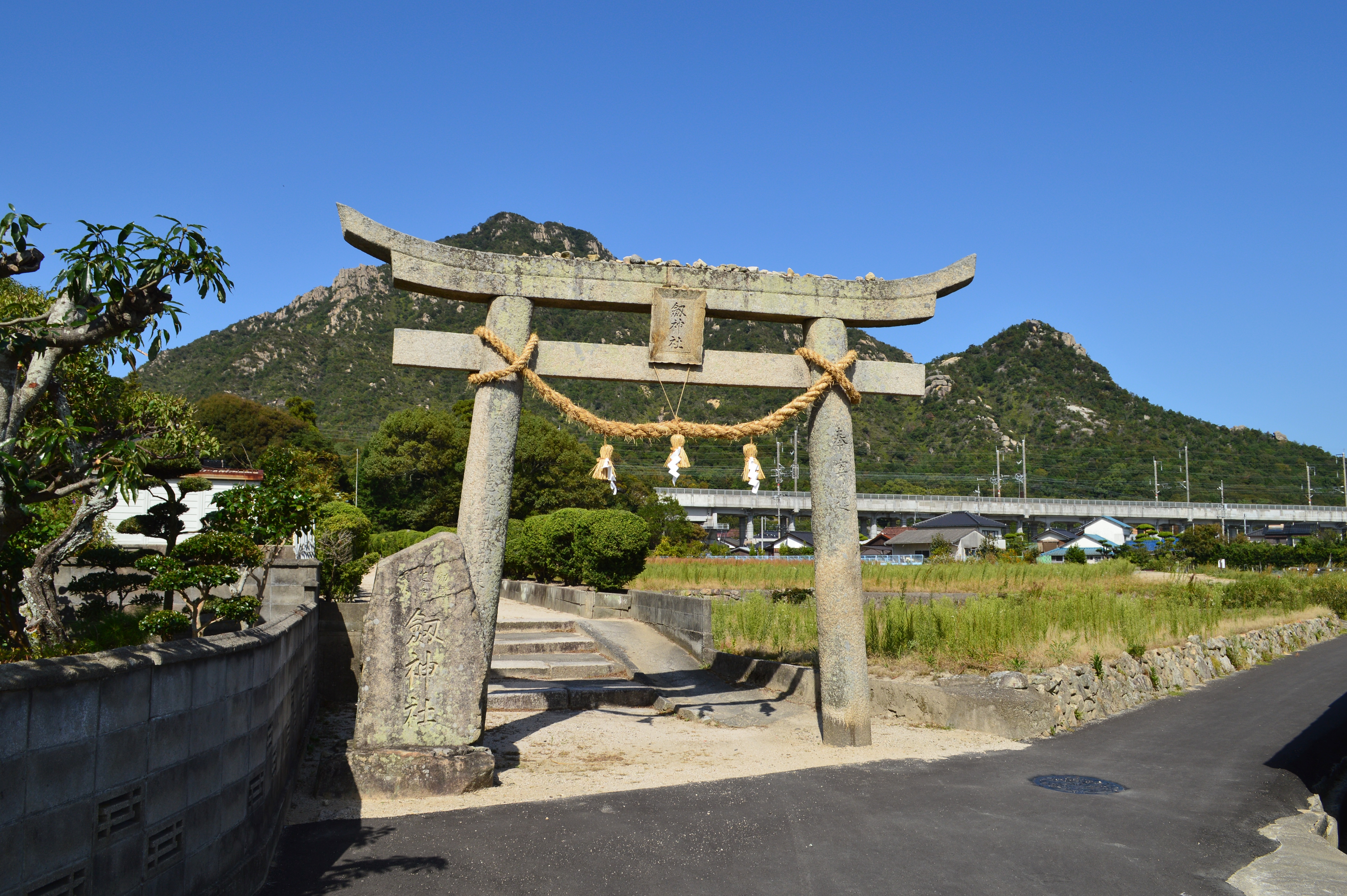
鳥居（後背に右田ヶ岳）

劔神社（つるぎじんじゃ）は、山口県防府市高井にある神社。式内社で、旧社格は郷社。

## 祭神
現在の祭神は次の1柱。
- 素戔嗚尊

## 歴史

### 概史
創建は不詳。社伝では、第14代仲哀天皇の筑紫行幸の際に、夷狄降伏を祈願して八握剣を神体として祀ったという。また、かつては劔川上流の勝坂に鎮座したともいう（文禄4年（1595年）に現在地に再興か）。
国史では、貞観9年（867年）に周防国の「剣神」の神階を従五位上から正五位下に昇叙する旨が記載されている。
延長5年（927年）成立の『延喜式』神名帳では、周防国佐波郡に「剣神社」と記載され、式内社に列している。
室町時代には大内氏から武勇の神として崇敬され、社領も多く持ったという。また、豊臣秀吉は九州下向の際に祈願し、帰途には唐太鼓を奉納したという。
江戸時代の『防長風土注進案』によれば、本社三間造茅葺、拝殿茅葺三間三間半であり、他に釣屋・御供所・宝蔵などの社殿があった。また勝坂鎮座時には本社五間四面、中殿三間半三間、幣殿五間四面、釣屋一間半二間のそり橋、拝殿七間二間半であり、社前には能舞台があったが、山火事で焼失したという。
明治維新後、明治6年（1873年）に近代社格制度において準郷社に列し、明治8年（1875年）に郷社に昇格している。

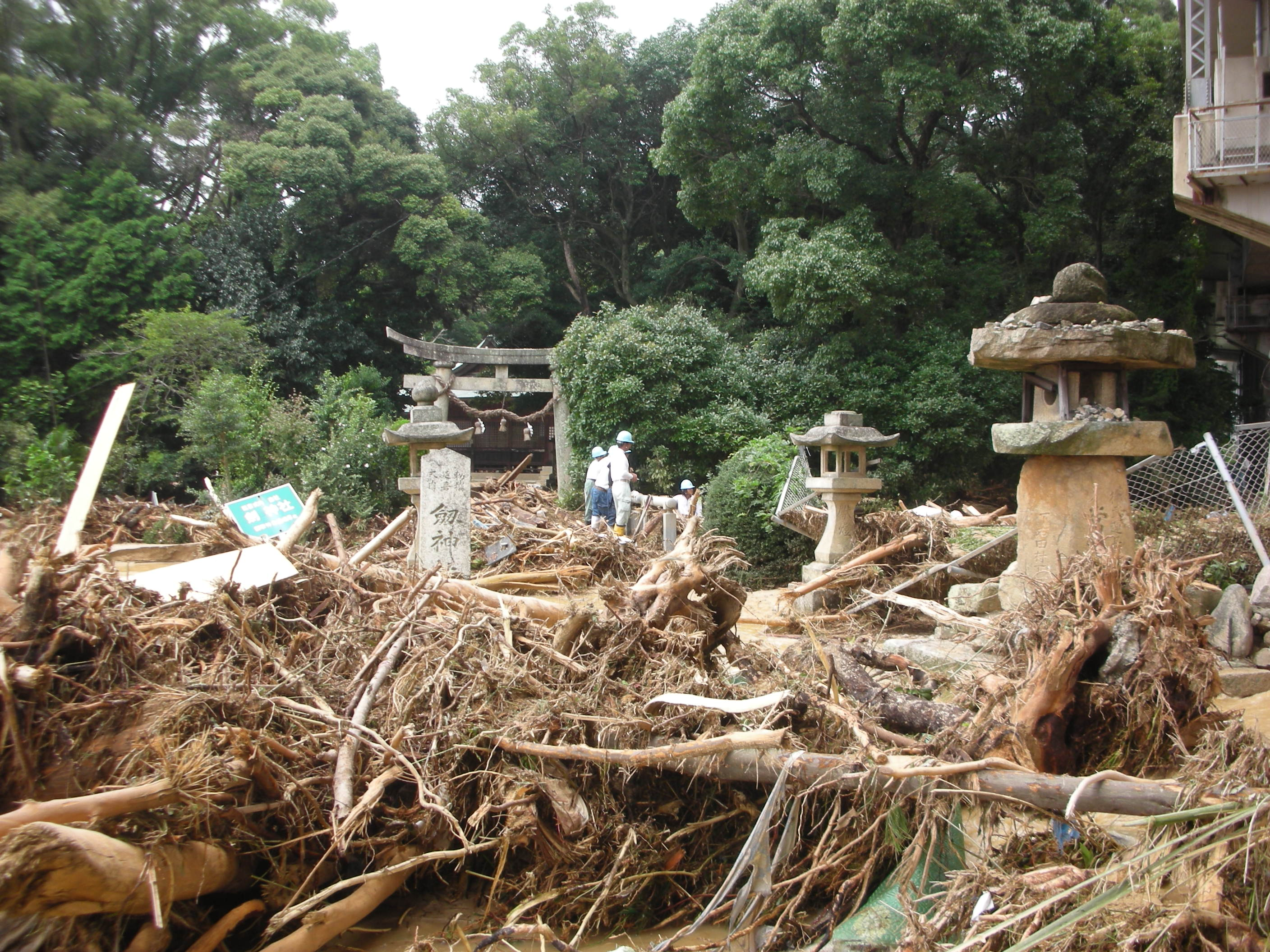
2009年の豪雨による被害

2009年7月に起きた豪雨災害の際は、土石流により被害を受けた。

### 神階
- 貞観9年（867年）8月16日、従五位上から正五位下（『日本三代実録』） - 表記は「剣神」。

## 境内

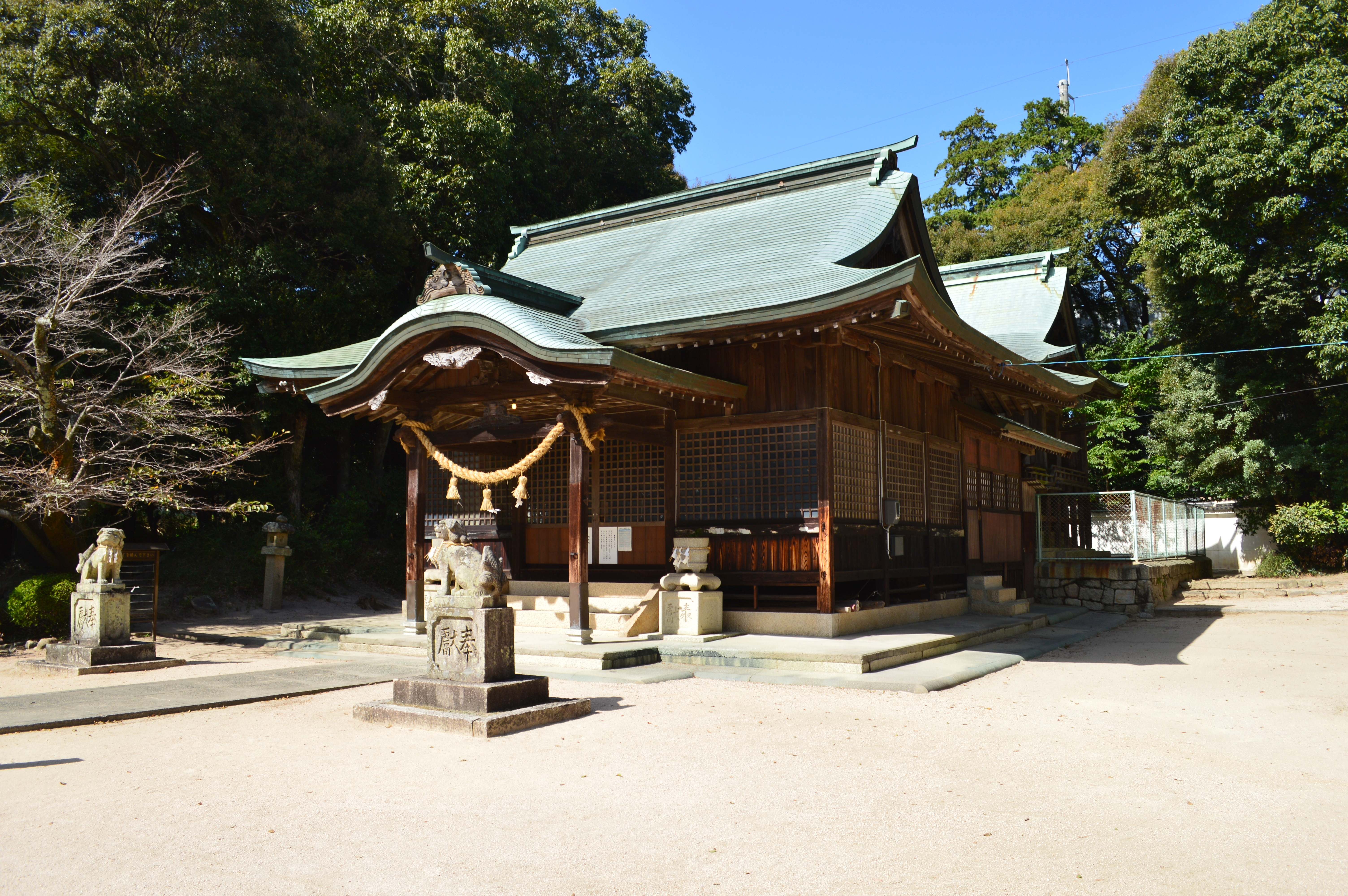
社殿
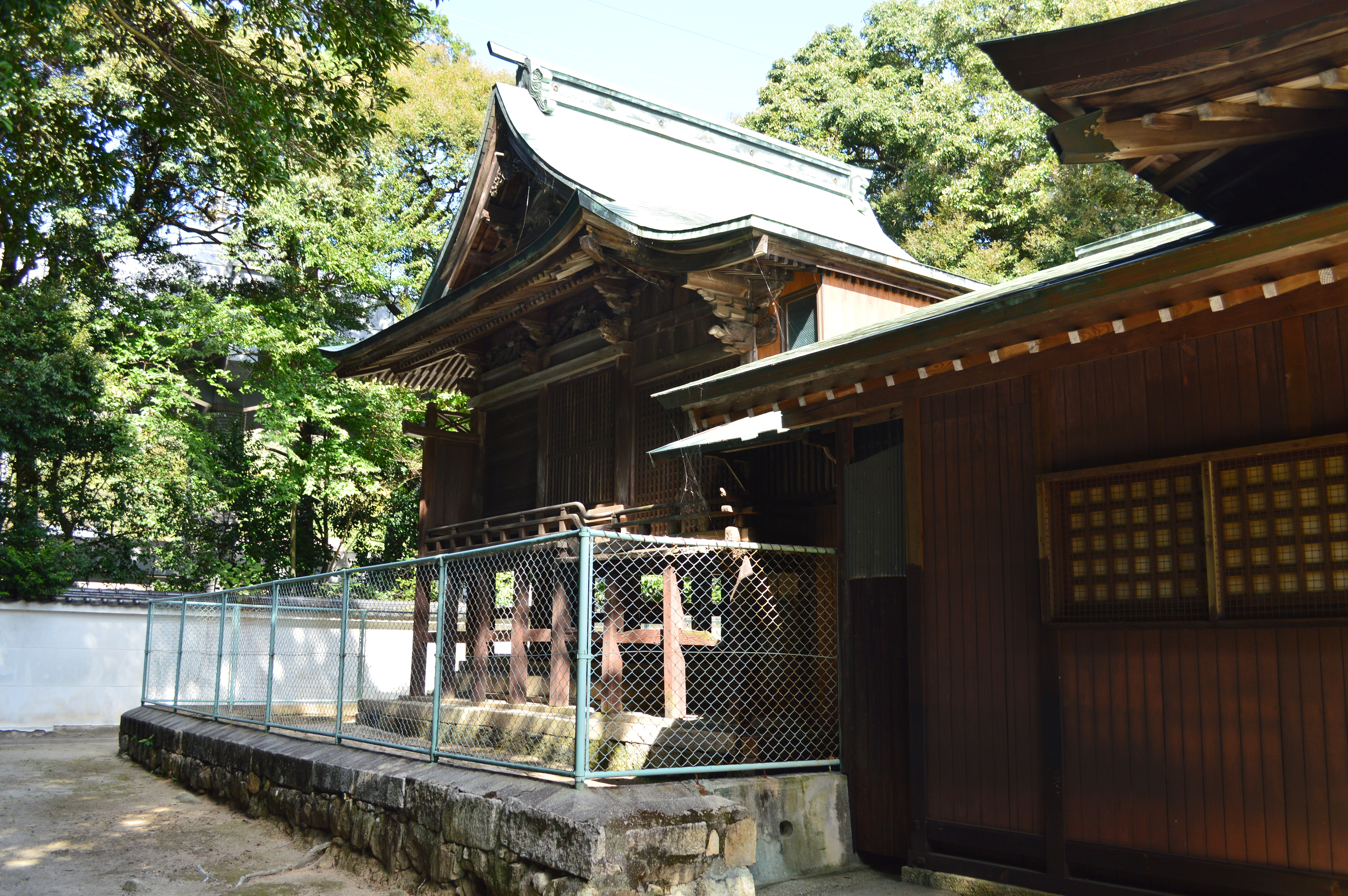
本殿
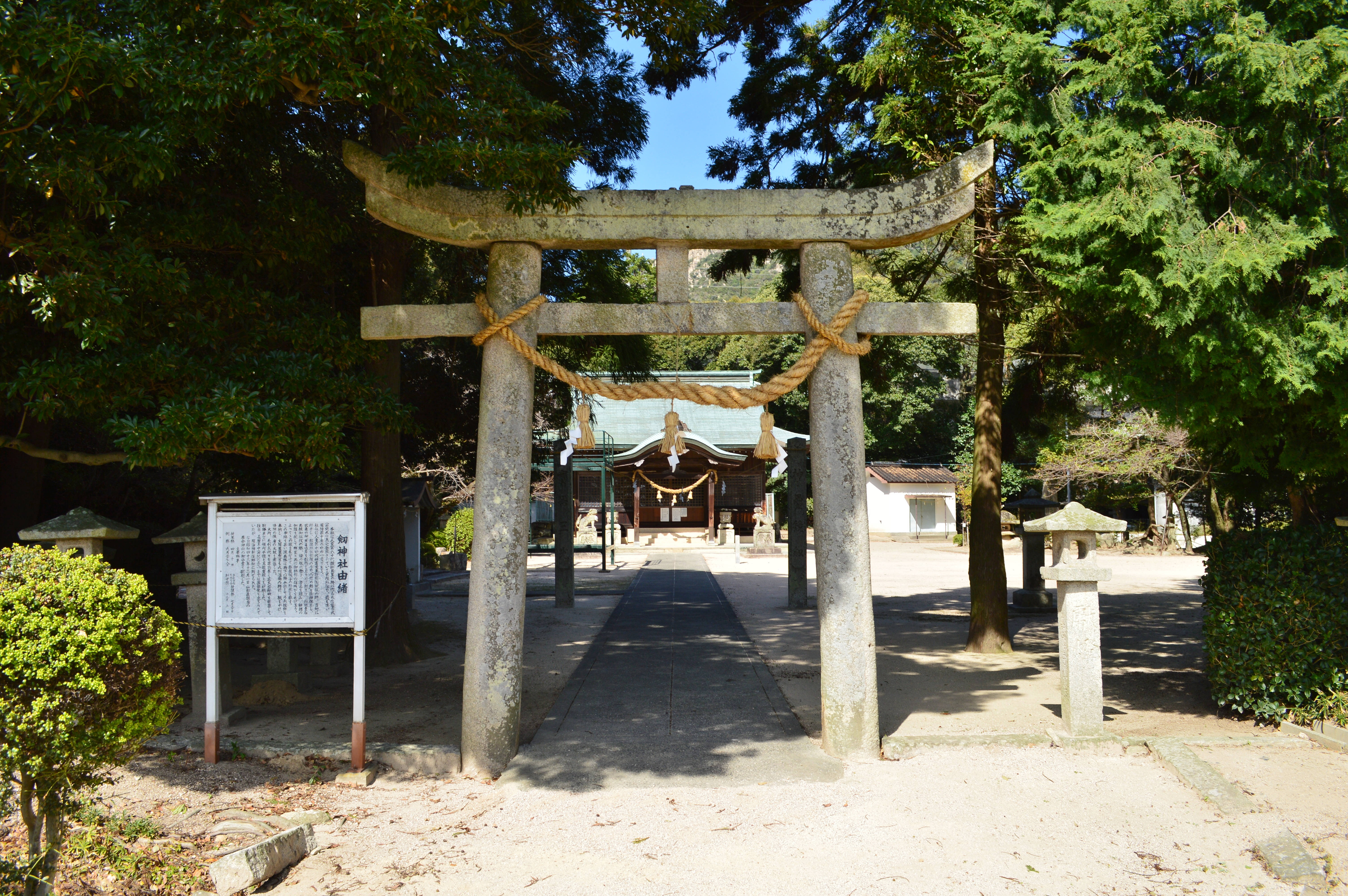
境内鳥居

## 主な祭事
- 祈年祭（4月10日）
- 五穀豊穣家内安全祈願祭（7月20日）
- 例祭（9月27日-28日）
- 新嘗祭（12月5日）